# Сейнт Мерис
Сейнт Мерис (на английски: St. Maries) е град в окръг Бенъуа, щата Айдахо, САЩ. Сейнт Мерис е с население от 2652 жители (2000) и обща площ от 2,8 km². Намира се на 668 m надморска височина. Телефонният му код е 208.